# Улица Малиенас (Рига)
Улица Ма́лиенас (латыш. Malienas iela) — улица в Видземском предместье города Риги. Пролегает в восточном направлении от стыка улиц Шмерля, Сергея Эйзенштейна и Друвиенас до перекрёстка с улицей Юглас. Почти на всём протяжении (за исключением участка между улицами Палсас и Гиппократа) служит границей исторических районов Югла и Межциемс.

## История
Улица Малиенас сложилась как продолжение Шмерльской дороги (ныне улица Шмерля); на картах первой четверти XX века показана как безымянная грунтовая дорога. В 1934 году вошла в черту города Риги и получила статус улицы с нынешнием наименованием. Предположительно, это название дано в честь исторической области Малиена в восточной части Видземе (ныне в Алуксненском крае), где преобладает верхнелатышский диалект, более свойственный для Латгалии. В годы оккупации во время Второй мировой войны улица именовалась Grenzlandstrasse (с нем. — «улица Пограничных Земель»); других переименований не было.

## Транспорт
Общая длина улицы Малиенас составляет 1817 метров. На всём протяжении асфальтирована. Движение двустороннее, по одной полосе в каждом направлении. Средняя ширина проезжей части — 8,5 метров.
По улице проходят маршруты автобуса № 15, 21, 29 и 33, в том числе маршрут № 15 курсирует на всём протяжении улицы. Имеется остановка «Malienas iela».
В 1950—1960-е годы на улице Малиенас располагалась конечная остановка автобуса № 21 «Межциемс».

## Застройка
По обеим сторонам улицы Малиенас имеются значительные участки городских лесов (в западной части улицы — лес Шмерли, в восточной — лес Юглас). В средней части улицы застройка преимущественно частная малоэтажная, в начале и в конце улицы преобладают серийные многоквартирные дома 1960—1970-х годов.
- Дом № 3А — центр социального обслуживания «Межциемс» (здание построено в 1972—1975 годах как пансионат «Межциемс» на 280 человек).
- Дом № 11A — бывшая АТС-53 (здание построено в 1978 году).
- Дом № 89 — один из корпусов Рижской Югльской средней школы[8] (построен в 1985 году как восьмилетняя школа продлённого дня на 800 учеников).

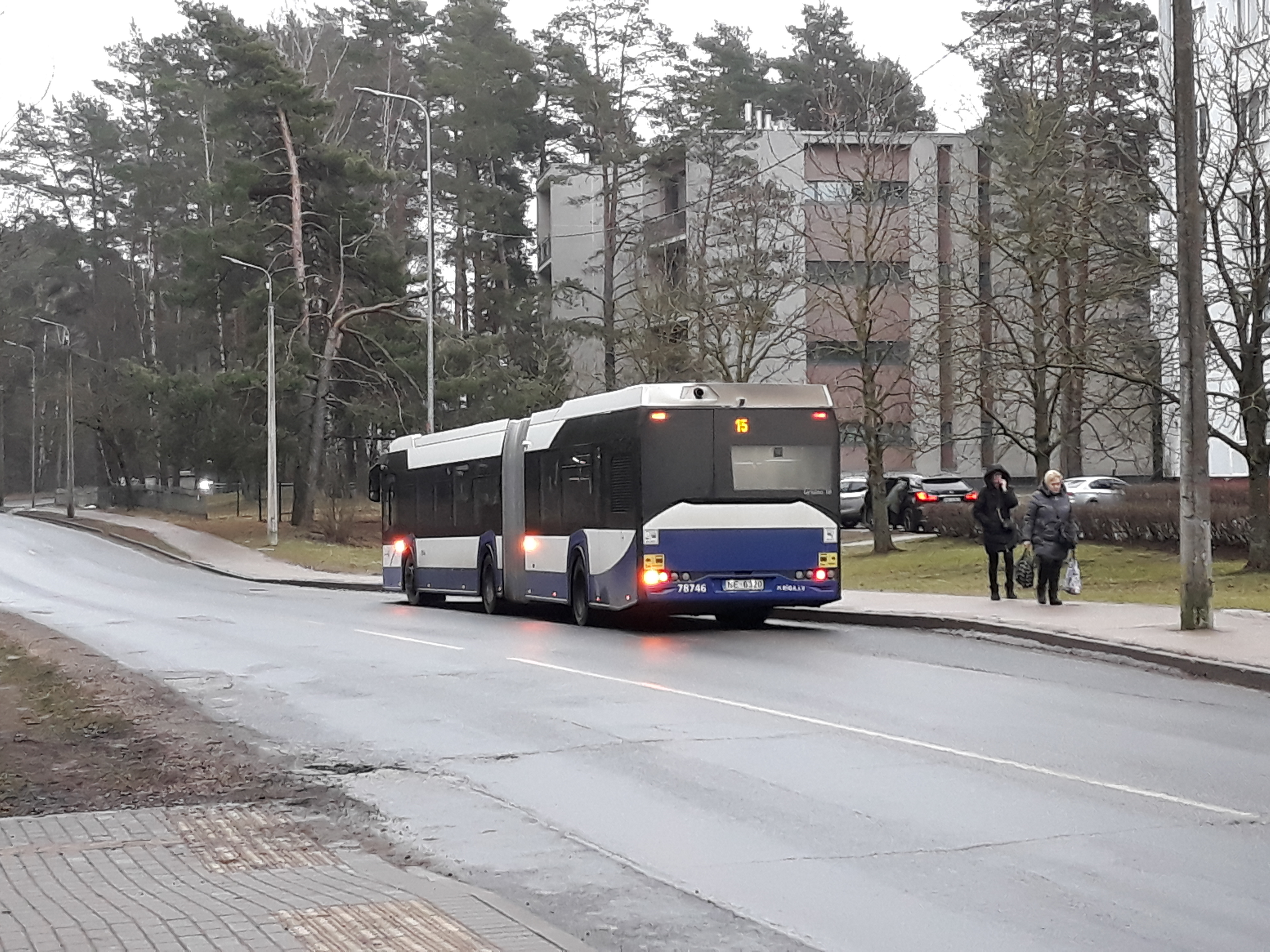
Начало улицы
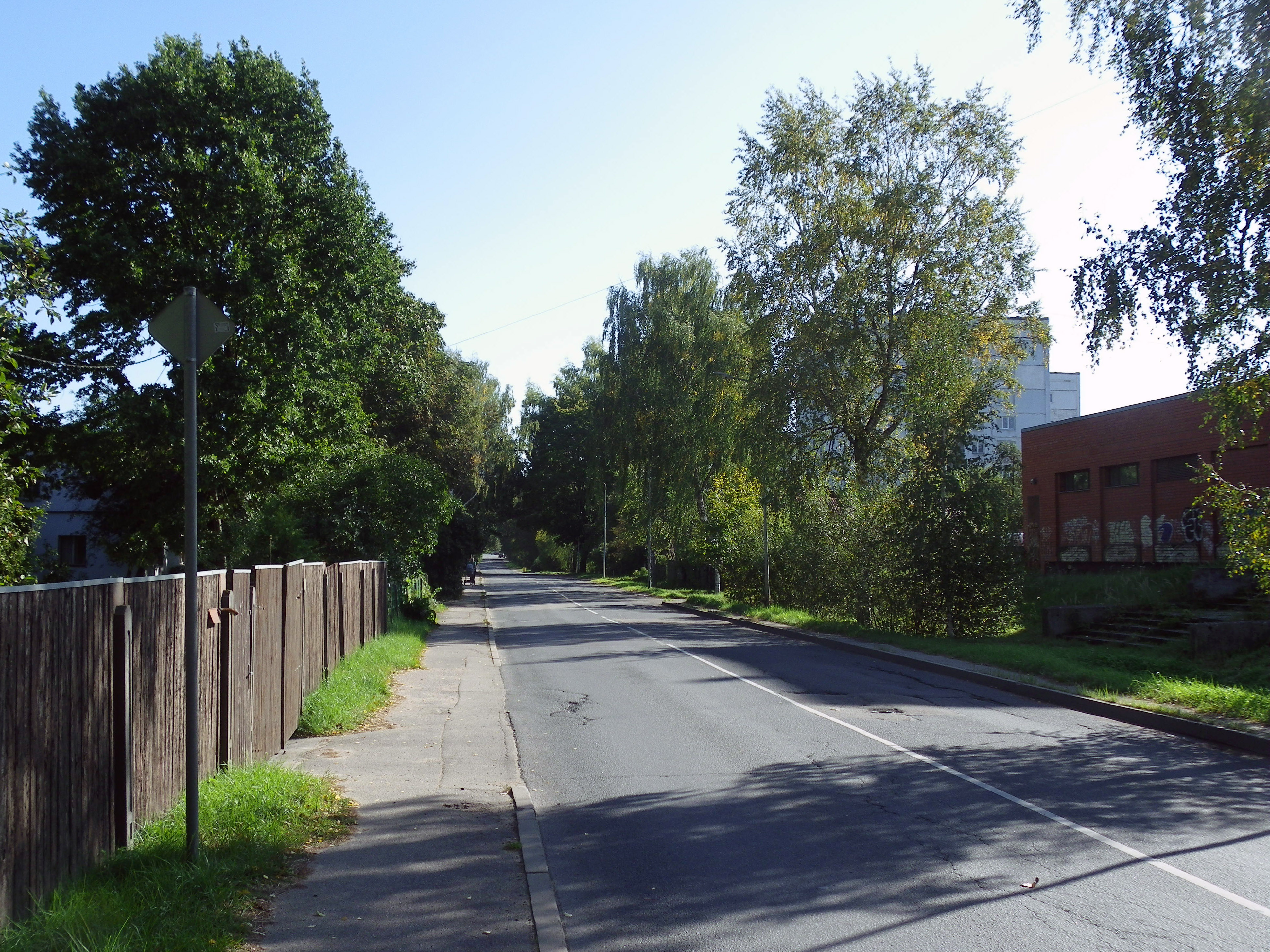
Улица в Межциемсе
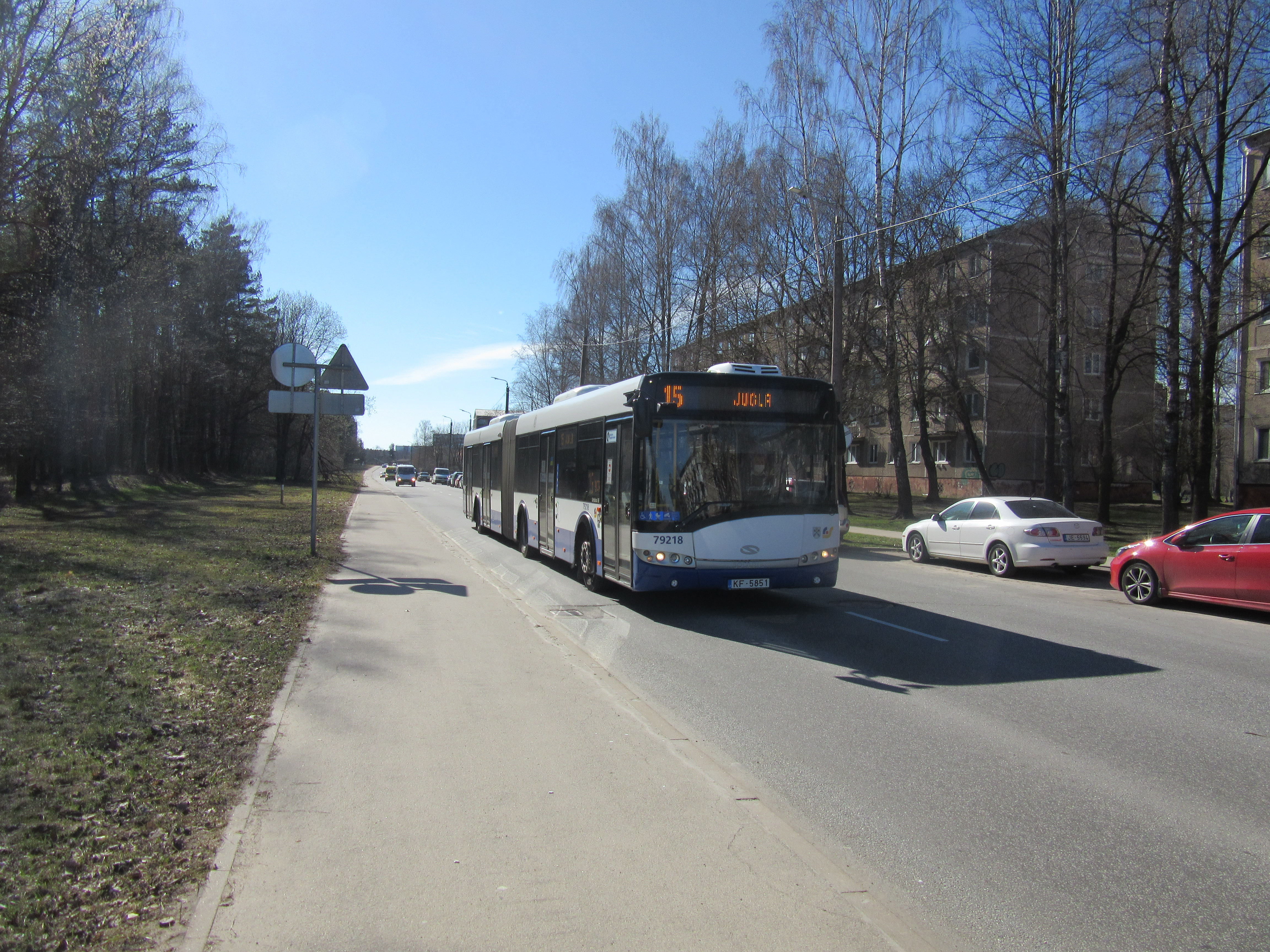
Улица в Югле
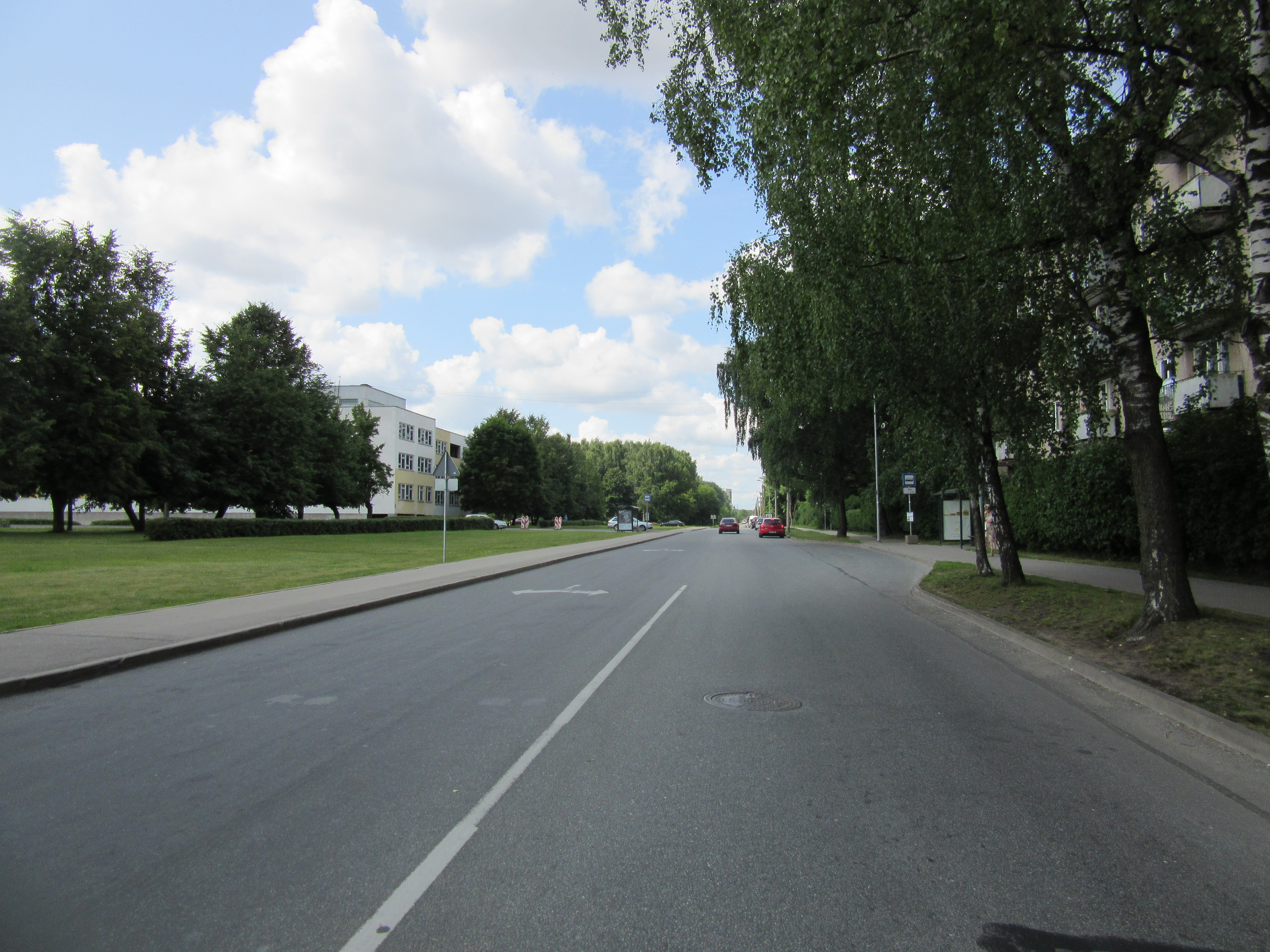
Дальняя часть улицы

## Прилегающие улицы
Улица Малиенас пересекается со следующими улицами:
- улица Шмерля
- улица Сергея Эйзенштейна
- улица Друвиенас
- улица Лидума
- улица Палсас
- улица Целму
- улица Гиппократа
- улица Дамбьяпурва
- улица Квелес
- улица Велдрес
- улица Юглас